# Каплина, Елизавета Павловна
Елизавета Павловна Каплина (29 января 1996, Селенгинск, Кабанский район, Бурятия) — российская биатлонистка, чемпионка России, серебряный призёр Универсиады, серебряный и бронзовый призёр чемпионата мира среди юниоров. Мастер спорта России.

## Биография
Родилась в бурятском посёлке Селенгинск в многодетной семье: у Елизаветы есть старшая сестра и два брата.  В младших классах школы ходила в различные секции, но вскоре начала заниматься лыжным спортом. В 14-летнем возрасте переехала в Читу, где начала профессионально заниматься биатлоном и стала представлять Забайкальский край, а в 11-м классе по совету тренера Вячеслава Владимировича Никифорова перебралась в Ханты-Мансийск в местный Югорский колледж-интернат олимпийского резерва. Личным наставником спортсменки является Валерий Павлович Захаров.
С сентября 2014 года на внутренних соревнованиях представляла Ханты-Мансийский автономный округ, а с лета 2024 года - Башкортостан.

### Юниорская карьера
Становилась победительницей и призёром российских соревнований в младших возрастах.
На чемпионате мира среди юниоров 2015 года в Раубичах выступала среди 19-летних спортсменок и стала серебряным призёром в эстафете, бронзовым — в индивидуальной гонке, а также заняла пятое место в спринте и восьмое — в гонке преследования.
С 2016 года участвовала в соревнованиях среди 21-летних спортсменок. На юниорском чемпионате мира 2016 года в Кейле-Грэдиштей была восьмой в эстафете и 26-й — в индивидуальной гонке. На юниорском чемпионате мира 2017 года в Осрбли стартовала только в индивидуальной гонке и пришла к финишу 53-й.
Участвовала в двух чемпионатах Европы среди юниоров (2016 и 2017), лучший результат — четвёртое место в индивидуальной гонке на чемпионате 2017 года в Нове-Место, в остальных гонках не поднималась выше 14-го места.
Участница чемпионата мира по летнему биатлону среди юниоров 2015 года в Кейле-Грэдиштей, была 22-й в спринте и 10-й — в пасьюте.
В сезонах 2015/16 и 2016/17 участвовала в юниорском Кубке IBU, лучший результат — третье место в спринте на этапе в Обертиллиахе в декабре 2015 года.
В 2019 году на зимней Универсиаде в Красноярске стала серебряным призёром в масс-старте, а также пятой — в индивидуальной гонке, шестой — в спринте и гонке преследования.

### Взрослая карьера
Чемпионка России 2019 года в смешанной эстафете в составе второй сборной ХМАО.
Становилась победительницей этапов Кубка России, в том числе победила в спринте на соревнованиях «Ижевская винтовка» (2018/19). Победительница общего зачёта Кубка России 2021/22.
Победительница в зачете спринтерских гонок Кубка России 2022/2023.
В сезоне 2018/19 дебютировала на Кубке IBU, первую гонку провела в январе 2019 года на этапе в Душники-Здруй, где заняла шестое место в спринте. По состоянию на март 2019 года лучший результат — четвёртое место в гонке преследования на этапе в Ленцерхайде.